# فرانك نافارو
فرانك نافارو (بالإنجليزية: Frank Navarro)‏ هو لاعب كرة قدم أمريكية أمريكي، ولد في 15 فبراير 1931 في وايت بلينس في الولايات المتحدة.